# Ludwik Koehler
Ludwik Franciszek Koehler właśc. Köhler (ur. 27 listopada 1799 w Warszawie, zm. 20 listopada 1871 tamże) – polski lekarz.

## Życiorys
Urodził się 27 listopada 1799 w Warszawie w rodzinie Franciszka Jana Köhlera i jego żony Magdaleny z domu Klassen. Rodzina pochodziła z Pragi czeskiej, ojciec był warszawskim kupcem. Ludwik miał brata Józefa Karola, który został znanym kupcem bławatnym, oraz siostrę Annę Teresę, która wyszła za Franciszka Wilhelma Schütza. Uczył się w Liceum Warszawskim i w 1817 wstąpił do Szkoły Warszawskiej Lekarskiej. W następnym roku wyjechał do Berlina i studiował na Wydziale Lekarskim.
W 1822 aresztowany za udział w radykalnej organizacji studenckiej „Panta Koina”. W więzieniu spędził 3 lata i po powrocie do Warszawy jeszcze jeden rok. Po zwolnieniu z więzienia w 1827 uzyskał stopień magistra medycyny na Królewskim Uniwersytecie Warszawskim i w 1830 w Paryżu uzyskał doktorat z medycyny i chirurgii. Po powrocie do Warszawy brał udział w pożegnaniu Fryderyka Chopina . W czasie powstania listopadowego został zatwierdzony w stopniu lekarza pułkowego Gwardii Narodowej i pracował w szpitalu koszar sapieżyńskich.
Po upadku powstania powrócił do pracy w Szpitalu Św. Ducha i w 1832 został ordynatorem Szpitala Starozakonnych i w 1838 został lekarzem naczelnym tego szpitala. W 1840 został dyrektorem Domu Zdrowia na Ordynackiem. Należał do Rady Lekarskiej Królestwa Polskiego oraz Rady Opiekuńczej Towarzystwa Dobroczynności. Był członkiem wielu towarzystw lekarskich: warszawskiego, berlińskiego, krakowskiego, wileńskiego, drezdeńskiego i moskiewskiego. Jest autorem ponad sześćdziesięciu prac naukowych publikowanych w „Pamiętniku Towarzystwa Lekarskiego Warszawskiego”, „Bibliotece Warszawskiej” oraz w prasie zagranicznej. W 1858 został odznaczony orderem św. Stanisława 3 klasy oraz przyznano mu nowe szlachectwo z herbem "Węglowiec".

## Życie prywatne
Żonaty z Ludwiką Gudeit córką Jana Bogumiła Gudeita i mieli pięcioro dzieci. Cztery córki wyszły za mąż za Anglików: Maria Ludwika Elżbieta za Artura Hasletta, kapitana inżynierii; Franciszka Emilia Elżbieta za Johna Bettsa, właściciela rafinerii złota i srebra; Julia Franciszka Kamila za Dawida Forbesa, geologa; i Zofia Józefa Henrietta za Aleksandra Cortland MacGregor Skinnera, kapitana inżynierii. Syn Edward zmarł w wieku dziesięciu lat w 1863, co było skutkiem udaru mózgu i postępującego paraliżu. Zmarł 20 listopada 1871. Księgozbiór ofiarował Towarzystwu Lekarskiemu Warszawskiemu, a narzędzia chirurgiczne przekazane zostały niezamożnym studentom wydziału lekarskiego.